# Tamarix africana var. fluminensis
Tamarix africana subsp. fluminensis é uma variedade de planta com flor pertencente à família Tamaricaceae. 
A autoridade científica da variedade é (Maire) B.R.Baum, tendo sido publicada em Gen. Tamarix 109 (1978).

## Portugal
Trata-se de uma variedade presente no território português, nomeadamente em Portugal Continental.
Em termos de naturalidade é nativa da região atrás indicada.

## Protecção
Não se encontra protegida por legislação portuguesa ou da Comunidade Europeia.